# Almir Moraes Andrade
Almir Moraes Andrade (* 11. Mai 1973 in Luminárias, Minas Gerais) ist ein ehemaliger brasilianischer Fußballspieler.

## Karriere
Almir begann seine Karriere 1991 bei SE Matsubara. 1994 unterschrieb er einen Vertrag beim Zweitligisten Athletico Paranaense. 1995 wechselte er zum japanischen Zweitligisten Otsuka Pharmaceuticals. 1997 kehrte er nach Brasilien zurück und unterschrieb einen Vertrag beim Erstligisten SE Palmeiras. 1997 erreichte er das Halbfinale des Copa do Brasil. Danach spielte er bei Goiás EC und kolumbianischen América de Cali. 1998 wechselte er zu Otsuka Pharmaceuticals. 1999 wechselte er zu FC Tokyo. 1999 wurde er mit dem Verein Vizemeister der zweiten Liga und stieg in die erste Liga auf. 2000 wechselte er zum Zweitligisten Consadole Sapporo. 2000 feierte er mit dem Verein die Zweitligameisterschaft und den Aufstieg in die erste Liga. 2002 kehrte er nach Brasilien zurück und unterschrieb einen Vertrag bei América FC (SP). 2003 wechselte er zu Coritiba FC. Von 2004 bis 2006 war er beim Zweitligisten Portuguesa unter Vertrag. Danach spielte er bei CA Juventus und Ituano FC.

## Erfolge
Consadole Sapporo
- Japanischer Zweitligameister: 2000

Coritiba
- Staatsmeisterschaft von Paraná: 2003

Juventus
- Staatspokal von São Paulo: 2007